# Оркестар друштва пријатеља музике из Пирота
Оркестар друштва пријатеља музике је оркестар из Пирота који је радио у периоду од 1972. до 1978. године. 

## Оснивање
Иницијатива за оснивање Друштва  пријатеља музике за популарисање  изворне, градске и нарочито класичне музике потекла је 1971. године  од Сретена Минчића, учитеља музике у пензији, коју су прихватили:  Јован Ћирић, професор Гимназије у Пироту, Синиша Јовановић, управник Народне библиотеке у Пироту и Драгољуб Алексов, судија Општинског суда у Пироту. Друштво је могло да оствари овај циљ, највише, преко оркестра, састављеног од волонтера. 
Оснивачка скупштина Друштва пријатеља музике је одлучила да оснује оркестар Друштва пријатеља музике од двадесет једног члана. 

## Чланови
Чланови су били: Јован  Ћирић, професор руског језика Гимназијe у Пироту, Синиша Јовановић, управник  Народне библиотеке, Стојан Голубовић, професор француског језика у Основној школи „Вук Караџић“, Мирослав Новаковић, професор биологије у Учитељској школи, Слободан Станковић, магистар   фармације, начелник биохемијске лабораторије у Болници, Милорад Поповић, службеник, Драгољуб Алексов, судија Општинског a касније Окружног суда, Милена  Јакшић, службеница  Медицинског  центра, Костадин Панић, магистар фармације у Хигијенском заводу, Душица Вацић, стручни учитељ музике у Нижој  музичкој  школи  и Основној школи у Тијабари, Емилија Панајотовић, дипломирани правник, руководилац  правне  службе  у  Графичком  предузећу 
„Графика“, Радмила  Рајковић, ученица Гимназије у  Пироту, Вукашин  Ђорђевић,  наставник  музике  у  Основној  школи „Вук Караџић“, Миша  Киров,  наставник  музике  у  Основној  школи „Вук  Караџић“ и  Основној  школи  у  Димитровграду,  Ратко Алилковић, курир  у  Месној  заједници  Пазар , Борка  Лилић, професор Гимназије у Пироту, Небојша, ученик Гимназије, Вјекослав  Бутиган,  директор  Учитељске  школе  у  Пироту, Драгољуб  Антић,  наставник  музике  у  Основној  школи  „8. септембар“  и Снежана Лазаревић, клинички психолог у Болници. 
За председника Друштва изабран је Драгољуб Алексов, за  секретара Мирослав Новаковић и благајника Милорад Поповић. Скупштина  је  одлучила  да  оркестар  на  репертоару  има  класичну музику, романсе, шансоне и изворну народну музику.
Пробе оркестра одржавале су се у вечерњим часовима, два пута недељно, у сали Огледног центра Народне библиотеке и то понедељком и четвртком по сат и по. У складу са том одлуком пробе су одржаване све до краја јуна 1978. године.
Гудачи су подељени за свирање: прве  виолине:  Милена  Јакшић,  Стојан  Голубовић, Јован Ћирић, Слободан Станковић; друге виолине: Драгољуб Алексов,(облигато),  Костадин  Панић, Ратко Алилковић, Душанка  Вацић, Борислава Лилић, Небојша, ученик Гимназије; виолончела: Драгољуб Антић и Миша Киров; контрабас: Вукашин Ђорђевић. Остали у оркестру добили су места за: гитару: Мирослав Новаковић; хармонике: Емилија Панајотовић, Радмила  Рајковић; клавир: Снежана Лазаревић; кларинет: Синиша Јовановић; трубу: Милорад Поповић.  За руководиоца оркестра, диригента, именован је Сретен Минчић, који је припремио партитуре за оркестар.
После  формирања  састав  оркестра  се  мењао  одласком једних  и  доласком  других  чланова.
На  место  диригента, у  другој  половини  1974. године, дошао  је  Живојин  Костић, Пироћанац,  некадашњи  наставник музике у Учитељској школи, пензионисани наставник музике из Ниша  и  саветник  за  музичко  васпитање  Регионалног  завода  за унапређивање  васпитања  и  образовања  у  Нишу. Долазио  је  на пробе и наступе из Ниша. После Живојина, крајем 1976. године, место диригента преузео је Миша Киров, наставник музике, члан оркестра. У  одсуству  диригента  оркестром  је  управљао  Јован Ћирић, професор Гимназије, концерт мајстор. У оркестру су свирала 42  члан  а  у току седмогодишњег рада, под  вођством  три  диригента. Једну  четвртину  оркестра чиниле су даме. Били су веома различитих занимања, од ученика и  студената,  радника,  службеника,  просветних  и  здравствених радника, инжењера, до  руководилаца,  управника  и  директора у предузећима и установама.  

## Репертоар и наступи
Оркестар је имао разноврстан репертоар. У њему су били: револуционарне и борбене песме, староградске песме, посебно  Исидора  Бајића,  народна  кола,  сплет  песама  (Марка Вилима), „Санта  Лучија“,  музика  за  игру  попут „Зар  нема љубави“,  „Компарсита“ (аргентински  танго) и др. Највећи део репертоара  чинила  је  класична  музика: „Музички  моменти“ (Франц Шуберт), „Менует“ (Луиђи Бокерини), „На лепом плавом Дунаву“ (Јохан млађи Штраус), „Увертира“ (Е. Штос), „Мађарска игра бр. 5“ (Јоханес Брамс), „Циганске мелодије“ (Пабло Мартин де Сарасате); „Кончертино  –  Дечја симфонија“ (Николић),популарна дела Франца Листа, Јохана Себастијана Баха, Шумана, Моцарта, Јакова Готовца и других. Оркестар је имао и своје солисте које је пратио, дуете, терцете  и  мањи  састав  за  наступе  у  посебним ситуацијама. 
Оркестар Друштва пријатеља музике имао је велики број јавних наступа. Они су, најчешће, били на свечаностима поводом државних  празника,  посебно  на  свечаним  академијама  поводом Дана ослобођења Пирота од бугарске фашистичке окупације, 8. септембра. Наступао је и на свечаностима појединих предузећа, установа,  друштвених  организација  као  што  су:  Предузеће  за израду  конфекције „Први  мај“, Индустрија коже и вуне „Драгош“,  Пекарско  предузеће "Благоје Костић - Црни Марко" Пирот, Педагошка академија,  Општинска  организација  Црвеног  крста, Удружење радника правосудних органа и друге.
Посебне  концерте имао је  у  Пироту,  Бабушници, Димитровграду, Власотинцу, Лозници, Светозареву, Житорађи, Костолцу. Наступао је у селима: Блату, Барје Чифлику, Церови, Темској,  Пољској  Ржани  и  другим  у  којима  су  постојале пристојне сале у задружним домовима. 
Нарочито је била шире запажена интерпретација оркестра класичне музике у Смедереву у оквиру културне манифестације Савеза синдиката Србије: „Сусрети другарства“ 1975. године у саставу Радничког културно-уметничког друштва „Први мај“. У Смедереву је два пута наступао, под управом Живојина Костића.
Овај  оркестар је наступао у програмима  радија и телевизије. Тако је наступао у чувеној емисији  намењеној аматерском уметничком стваралаштву: „Поклони се и почни“. Снимак наступа у Смедереву  неколико  пута  је емитован  на Телевизији Београд.

## Престанак рада Оркестра
Дана 4. марта 1977. године Пирот  је погодио снажан земљотрес у  коме  је  оштећен  већи број кућа. Том  приликом  нарушена  је конструкција зграде Народног  позоришта. Позоришна  сцена  и  сала  биле  су  толико оштећене да су биле склоне паду па су забрањене за коришћење. После  привременог  коришћења  просторија  Дома  Југословенске народне  армије,  неколико  месеци, Народно  позориште и општинске  власти  договорили су  се  средином  1978.  године  да Народно позориште инвестира своја средства у  адаптацију сале Огледног  центра  Народне  библиотеке  у  камерну  салу  са  100 седишта  и  мини  позорницу  за  своје  потребе.  Радови  на адаптацији  су  убрзо  почели  и  завршили  се  новембра  1978. године.  Оркестар Друштва  пријатеља  музике тиме  је  изгубио простор  за одржавање  проба.  Уз  то  јавиле  су  се  тешкоће  око ангажовања  диригента  без  хонорара па  је  престао  рад овог оркестра.